# Geoethik
Mit Geoethik werden ethische Vorstellungen und Überlegungen im Zusammenhang mit Handlungen bezeichnet, die mit Eingriffen in das Erdsystem bzw. die Umwelt sowie mit großen ökologischen und anderen globalen Folgen verbunden sind. Der Begriff lehnt sich an andere ethische Disziplinen wie Bioethik oder Neuroethik an, die sich ebenfalls mit moralischen Fragen im Zusammenhang mit neuen technischen und sozialen Entwicklungen befassen.

## Begriffsgeschichte
In der Fachliteratur taucht der Begriff Geoethics erstmals Anfang der 1990er Jahre auf, zum einen im Zusammenhang mit Fragen einer menschenrechtsorientierten Nachhaltigkeitsbildung, zum anderen im Zusammenhang mit der Verantwortung von Geowissenschaftlern bei der Erdbeben-Risikoabschätzung. Nach eigener Aussage haben 1993 auch die tschechischen Geowissenschaftler Vaclav Nemec und Lidmila Nemcová den Begriff auf einer Konferenz verwendet, um ethische Dilemmata im Zusammenhang mit Bergbau und „der nachhaltigen Nutzung nicht-erneuerbarer mineralischer Ressourcen“ anzusprechen. Im Zusammenhang mit neuen geoethischen Entwicklungen (Geoengineering) wurde der Begriff auch auf diesen Bereich ausgedehnt.
Der Zukunftsforscher Jamais Cascio formulierte schließlich eine etwas umfassendere Definition:
Geoethics is the set of guidelines pertaining to human behaviors that can affect larger planetary geophysical systems, including atmospheric, oceanic, geological, and plant/animal ecosystems. These guidelines are most relevant when the behaviors can result in long-term, widespread and/or hard-to-reverse changes in planetary systems, although even transient, local and superficial alterations can be considered through the prism of geoethics. Geoethical principles do not forbid long-term, widespread and/or hard-to-reverse changes, but require a consideration of repercussions and so-called „second-order effects“ (that is, the usually-unintended consequences arising from the interaction of the changed system and other connected systems).
Cascio stellte fest, dass eine Geoethik traditionelle Werte wie Freiheit, Gerechtigkeit, Selbstbestimmung, die Würde des Menschen sowie die Menschenrechte integrieren müsste.
In den deutschen Sprachraum führte der Journalist Gábor Paál den Begriff ein und bezog ihn auf vor allem die Ethik im Zusammenhang mit global-ökologischen Fragen.
2013 gründeten italienische Geowissenschaftler die International Association for Promoting Geoethics. Nach ihrem Selbstverständnis berührt Geoethik diejenigen ethischen Fragen, die sich dort ergeben, wo menschliche Aktivitäten in die Geosphäre eingreifen. "„Geoethik handelt von den ethischen, sozialen und kulturellen Implikationen geologischer Forschung und Praxis.“ Einzelne Ansätze stellen die Geoethik in einen Zusammenhang mit dem von
Geowissenschaftlern postulierten Anthropozän.

## Grundzüge

### Parallelen/Unterschiede zu anderen neueren ethischen Disziplinen
Paál sieht die Herausbildung der Geoethik in Analogie zu anderen neuen „Ethiken“ wie der Bioethik oder der Neuroethik. Auch diese entstanden als Antwort auf ethische Herausforderungen, die sich früheren Gesellschaften in dem Maße nicht stellten. Auslöser sind häufig neue Technologien (Klonen, Gentechnik, Präimplantationsdiagnostik, Stammzellforschung, Neuro-Enhancement)
Die Diskussion um die Bioethik … entstand durch den Fortschritt in der Biomedizin … weil der technische Fortschritt bestimmte Grenzlinien – zwischen Leben und Tod, zwischen Eigen- und Fremdbestimmung und zwischen den biologischen Arten – gewissermaßen unters Mikroskop gezerrt hat. Dort erscheinen sie plötzlich unscharf, durchlässig und vor allem: manipulierbar. Die Bioethik wurde notwendig, weil die Prämissen der traditionellen Ethik – jede Form menschlichen Lebens ist immer, unbedingt und um jeden Preis zu erhalten; andere Lebensformen dagegen haben allenfalls einen bedingten Schutzanspruch; und nur das „Schicksal“ entscheidet über den Tod – so nicht mehr aufrecht zu erhalten waren.
Auch der Globale Wandel führt zu Problemen, die frühere Gesellschaften nicht kannten: Hierzu gehört
- die Endlichkeit natürlicher Ressourcen und Senken
- der Eingriff des Menschen in globale Stoffkreisläufe (Kohlenstoff, Stickstoff, Wasser, Phosphor)
- die globalen Auswirkungen lokaler Emissionen
- die Globalisierung von Krisen und Risiken (z. B. Finanzkrise, Ernährungskrisen, Seuchen)

### Merkmale
Geoethik ist geprägt vom Leitbegriff der Nachhaltigkeit und gehe über eine reine Umweltethik hinaus. Zwar sei der Begriff „Nachhaltigkeit“ unscharf und werde inflationär gebraucht – das gelte aber auch für den Leitbegriff der traditionellen Ethik „Gerechtigkeit“.
Nachhaltigkeit ist ja eine erweiterte Form der Gerechtigkeit, die auch die Gerechtigkeit gegenüber künftigen Generationen einbezieht. Was im Einzelfall gerecht ist und was nicht, darüber lässt sich streiten. Mit der Nachhaltigkeit ist es nicht anders. Entscheidend ist sie jedoch als Orientierungspunkt. So, wie es ohne die Idee von Gerechtigkeit keine Moral geben kann, gibt es ohne die Idee der Nachhaltigkeit keine Zukunft.
Daraus ergibt sich ein weiteres Merkmal einer geoethischen Perspektive: Nachhaltigkeitsprobleme entstehen nicht durch einzelne Handlungen, sondern durch die Summe von Handlungen, insbesondere die wachsenden materiellen Ansprüche einer wachsenden Weltbevölkerung. Das macht es aber auch schwierig, geoethische Prinzipien durchzusetzen: Moralische Urteile fällen wir deshalb meist über Handlungen, in denen klare Ursache-Schädigungs-Folge erkennbar ist (Diebstahl, Lüge, Betrug, Mord, …). Die menschliche Intuition tut sich dagegen schwer, die ethische Dimension von Entscheidungen im Zusammenhang mit systemischen Risiken – wie sie für die Probleme des Globalen Wandels typisch sind.